# Llista d'asteroides/201601-201700
| Nom      | Designació provisional | Data de descobriment   | Lloc de descobriment | Descobridor/s               |
| -------- | ---------------------- | ---------------------- | -------------------- | --------------------------- |
| 201601 - | 2003 SU174             | 18 de setembre de 2003 | Kitt Peak            | Spacewatch                  |
| 201602 - | 2003 SU187             | 22 de setembre de 2003 | Anderson Mesa        | LONEOS                      |
| 201603 - | 2003 SC190             | 24 de setembre de 2003 | Palomar              | NEAT                        |
| 201604 - | 2003 SW192             | 20 de setembre de 2003 | Palomar              | NEAT                        |
| 201605 - | 2003 SZ195             | 20 de setembre de 2003 | Palomar              | NEAT                        |
| 201606 - | 2003 SC196             | 20 de setembre de 2003 | Palomar              | NEAT                        |
| 201607 - | 2003 SG196             | 20 de setembre de 2003 | Palomar              | NEAT                        |
| 201608 - | 2003 SK198             | 21 de setembre de 2003 | Anderson Mesa        | LONEOS                      |
| 201609 - | 2003 SS201             | 26 de setembre de 2003 | Desert Eagle         | W. K. Y. Yeung              |
| 201610 - | 2003 SA202             | 20 de setembre de 2003 | Campo Imperatore     | CINEOS                      |
| 201611 - | 2003 SP203             | 22 de setembre de 2003 | Anderson Mesa        | LONEOS                      |
| 201612 - | 2003 SB205             | 22 de setembre de 2003 | Kitt Peak            | Spacewatch                  |
| 201613 - | 2003 SQ212             | 25 de setembre de 2003 | Haleakala            | NEAT                        |
| 201614 - | 2003 SN217             | 27 de setembre de 2003 | Kitt Peak            | Spacewatch                  |
| 201615 - | 2003 SV220             | 29 de setembre de 2003 | Desert Eagle         | W. K. Y. Yeung              |
| 201616 - | 2003 ST226             | 26 de setembre de 2003 | Socorro              | LINEAR                      |
| 201617 - | 2003 SB233             | 25 de setembre de 2003 | Palomar              | NEAT                        |
| 201618 - | 2003 SN233             | 25 de setembre de 2003 | Palomar              | NEAT                        |
| 201619 - | 2003 SR247             | 26 de setembre de 2003 | Socorro              | LINEAR                      |
| 201620 - | 2003 SQ248             | 26 de setembre de 2003 | Socorro              | LINEAR                      |
| 201621 - | 2003 SJ252             | 26 de setembre de 2003 | Socorro              | LINEAR                      |
| 201622 - | 2003 SW252             | 27 de setembre de 2003 | Socorro              | LINEAR                      |
| 201623 - | 2003 SE253             | 27 de setembre de 2003 | Kitt Peak            | Spacewatch                  |
| 201624 - | 2003 SQ253             | 27 de setembre de 2003 | Socorro              | LINEAR                      |
| 201625 - | 2003 SV258             | 28 de setembre de 2003 | Kitt Peak            | Spacewatch                  |
| 201626 - | 2003 SB259             | 28 de setembre de 2003 | Kitt Peak            | Spacewatch                  |
| 201627 - | 2003 SA260             | 28 de setembre de 2003 | Kitt Peak            | Spacewatch                  |
| 201628 - | 2003 SO262             | 28 de setembre de 2003 | Socorro              | LINEAR                      |
| 201629 - | 2003 SQ262             | 28 de setembre de 2003 | Socorro              | LINEAR                      |
| 201630 - | 2003 SU266             | 29 de setembre de 2003 | Socorro              | LINEAR                      |
| 201631 - | 2003 SG271             | 25 de setembre de 2003 | Haleakala            | NEAT                        |
| 201632 - | 2003 SS277             | 30 de setembre de 2003 | Socorro              | LINEAR                      |
| 201633 - | 2003 SY279             | 18 de setembre de 2003 | Kitt Peak            | Spacewatch                  |
| 201634 - | 2003 SQ284             | 20 de setembre de 2003 | Socorro              | LINEAR                      |
| 201635 - | 2003 SE286             | 20 de setembre de 2003 | Palomar              | NEAT                        |
| 201636 - | 2003 SJ297             | 18 de setembre de 2003 | Haleakala            | NEAT                        |
| 201637 - | 2003 SB299             | 29 de setembre de 2003 | Anderson Mesa        | LONEOS                      |
| 201638 - | 2003 SO311             | 29 de setembre de 2003 | Socorro              | LINEAR                      |
| 201639 - | 2003 SX318             | 19 de setembre de 2003 | Palomar              | NEAT                        |
| 201640 - | 2003 SS326             | 18 de setembre de 2003 | Palomar              | NEAT                        |
| 201641 - | 2003 SU337             | 18 de setembre de 2003 | Kitt Peak            | Spacewatch                  |
| 201642 - | 2003 SA338             | 22 de setembre de 2003 | Anderson Mesa        | LONEOS                      |
| 201643 - | 2003 SC340             | 28 de setembre de 2003 | Apache Point         | SDSS                        |
| 201644 - | 2003 SD355             | 25 de setembre de 2003 | Palomar              | NEAT                        |
| 201645 - | 2003 SM362             | 22 de setembre de 2003 | Kitt Peak            | Spacewatch                  |
| 201646 - | 2003 SJ376             | 26 de setembre de 2003 | Apache Point         | SDSS                        |
| 201647 - | 2003 SS429             | 28 de setembre de 2003 | Kitt Peak            | Spacewatch                  |
| 201648 - | 2003 SF430             | 30 de setembre de 2003 | Kitt Peak            | Spacewatch                  |
| 201649 - | 2003 TX1               | 5 d'octubre de 2003    | Kitt Peak            | Spacewatch                  |
| 201650 - | 2003 TS3               | 1 d'octubre de 2003    | Kitt Peak            | Spacewatch                  |
| 201651 - | 2003 TA7               | 1 d'octubre de 2003    | Anderson Mesa        | LONEOS                      |
| 201652 - | 2003 TE8               | 1 d'octubre de 2003    | Kitt Peak            | Spacewatch                  |
| 201653 - | 2003 TZ8               | 3 d'octubre de 2003    | Haleakala            | NEAT                        |
| 201654 - | 2003 TU10              | 14 d'octubre de 2003   | Palomar              | NEAT                        |
| 201655 - | 2003 TY10              | 15 d'octubre de 2003   | Palomar              | NEAT                        |
| 201656 - | 2003 TR14              | 14 d'octubre de 2003   | Anderson Mesa        | LONEOS                      |
| 201657 - | 2003 TV15              | 15 d'octubre de 2003   | Anderson Mesa        | LONEOS                      |
| 201658 - | 2003 TN20              | 14 d'octubre de 2003   | Palomar              | NEAT                        |
| 201659 - | 2003 TO28              | 1 d'octubre de 2003    | Kitt Peak            | Spacewatch                  |
| 201660 - | 2003 TW45              | 3 d'octubre de 2003    | Kitt Peak            | Spacewatch                  |
| 201661 - | 2003 UU3               | 16 d'octubre de 2003   | Kitt Peak            | Spacewatch                  |
| 201662 - | 2003 UA9               | 17 d'octubre de 2003   | Socorro              | LINEAR                      |
| 201663 - | 2003 UB12              | 19 d'octubre de 2003   | Kitt Peak            | Spacewatch                  |
| 201664 - | 2003 UW13              | 16 d'octubre de 2003   | Palomar              | NEAT                        |
| 201665 - | 2003 UK23              | 22 d'octubre de 2003   | Kitt Peak            | Spacewatch                  |
| 201666 - | 2003 UN50              | 17 d'octubre de 2003   | Kitt Peak            | Spacewatch                  |
| 201667 - | 2003 UX51              | 18 d'octubre de 2003   | Palomar              | NEAT                        |
| 201668 - | 2003 UG57              | 26 d'octubre de 2003   | Kvistaberg           | Uppsala-DLR Asteroid Survey |
| 201669 - | 2003 UK58              | 16 d'octubre de 2003   | Kitt Peak            | Spacewatch                  |
| 201670 - | 2003 UT60              | 16 d'octubre de 2003   | Palomar              | NEAT                        |
| 201671 - | 2003 UZ70              | 18 d'octubre de 2003   | Kitt Peak            | Spacewatch                  |
| 201672 - | 2003 UK73              | 19 d'octubre de 2003   | Kitt Peak            | Spacewatch                  |
| 201673 - | 2003 UK77              | 17 d'octubre de 2003   | Anderson Mesa        | LONEOS                      |
| 201674 - | 2003 UH80              | 16 d'octubre de 2003   | Palomar              | NEAT                        |
| 201675 - | 2003 UV81              | 18 d'octubre de 2003   | Kitt Peak            | Spacewatch                  |
| 201676 - | 2003 UC85              | 18 d'octubre de 2003   | Haleakala            | NEAT                        |
| 201677 - | 2003 UY86              | 18 d'octubre de 2003   | Palomar              | NEAT                        |
| 201678 - | 2003 UH88              | 19 d'octubre de 2003   | Kitt Peak            | Spacewatch                  |
| 201679 - | 2003 UT88              | 19 d'octubre de 2003   | Anderson Mesa        | LONEOS                      |
| 201680 - | 2003 UJ92              | 20 d'octubre de 2003   | Palomar              | NEAT                        |
| 201681 - | 2003 UB94              | 18 d'octubre de 2003   | Kitt Peak            | Spacewatch                  |
| 201682 - | 2003 UB96              | 18 d'octubre de 2003   | Kitt Peak            | Spacewatch                  |
| 201683 - | 2003 UA99              | 19 d'octubre de 2003   | Kitt Peak            | Spacewatch                  |
| 201684 - | 2003 UC104             | 17 d'octubre de 2003   | Anderson Mesa        | LONEOS                      |
| 201685 - | 2003 UN107             | 19 d'octubre de 2003   | Socorro              | LINEAR                      |
| 201686 - | 2003 UY107             | 19 d'octubre de 2003   | Kitt Peak            | Spacewatch                  |
| 201687 - | 2003 UH109             | 19 d'octubre de 2003   | Kitt Peak            | Spacewatch                  |
| 201688 - | 2003 UA114             | 20 d'octubre de 2003   | Socorro              | LINEAR                      |
| 201689 - | 2003 UO116             | 21 d'octubre de 2003   | Socorro              | LINEAR                      |
| 201690 - | 2003 UO119             | 18 d'octubre de 2003   | Kitt Peak            | Spacewatch                  |
| 201691 - | 2003 UW119             | 18 d'octubre de 2003   | Kitt Peak            | Spacewatch                  |
| 201692 - | 2003 UC121             | 18 d'octubre de 2003   | Kitt Peak            | Spacewatch                  |
| 201693 - | 2003 UC124             | 20 d'octubre de 2003   | Palomar              | NEAT                        |
| 201694 - | 2003 UA128             | 21 d'octubre de 2003   | Kitt Peak            | Spacewatch                  |
| 201695 - | 2003 UQ131             | 19 d'octubre de 2003   | Palomar              | NEAT                        |
| 201696 - | 2003 UT131             | 19 d'octubre de 2003   | Palomar              | NEAT                        |
| 201697 - | 2003 UX131             | 19 d'octubre de 2003   | Palomar              | NEAT                        |
| 201698 - | 2003 UX132             | 19 d'octubre de 2003   | Palomar              | NEAT                        |
| 201699 - | 2003 UH133             | 20 d'octubre de 2003   | Palomar              | NEAT                        |
| 201700 - | 2003 UJ135             | 21 d'octubre de 2003   | Palomar              | NEAT                        |